# Sedem sester Moskve
Sedem sester je ime za sedem nebotičnikov v Moskvi, zgrajenih po naročilu  Stalina v socialističnem klasicizmu (tudi: stalinistični slaščičarskem slogu). Včasih jih imenujejo tudi Stalinove katedrale ali Stalinovi prsti; izraz Stalinovi nebotičniki (rusko Сталинские высотки) je najpogostejši izraz v ruščini. Zgrajene so bile v zadnjih letih Stalinove vladavine, od leta 1947 do 1957. Prvotno je bilo odločeno o gradnji osmih nebotičnikov, od katerih je bilo le sedem realiziranih v Moskvi. Osmo tovrstno stavbo so 'dodelili' Varšavi in jo tam zgradili kot Palačo kulture.

## Zgodovina
V 1930-ih je Moskva, ki je leta 1918 postala ruska (in sovjetska) prestolnica kmalu po oktobrski revoluciji leta 1918, doživela hiter porast prebivalstva: od leta 1926 do 1936 se je  prebivalstvo povečalo z 2 milijona na dobrih 3,6 milijona. To je zahtevalo obsežne širitvene ukrepe v mestu, ki so bili leta 1935 določeni v generalnem planu. Med drugim je to predvidevalo rušenje številnih starih zgradb v zgodovinskem mestnem jedru in gradnjo velikih, monumentalnih stavb ob glavnih prometnih oseh, ki izhajajo iz osrednje točke mesta - iz Kremlja. Na najpomembnejših mestih v mestu naj bi nastalo določeno število posebej visokih stavb, ki bi arhitekturno dominirale nad drugimi.
Osrednja vloga v tej novi arhitekturni pokrajini prestolnice je bila prvotno palača Sovjetov na levem bregu reke Moskve zahodno od Kremlja, 415 metrov visok nebotičnik, ki ga naj bi  okronal Leninov kip. Zasnova skupine arhitektov pod vodstvom Borisa Iofana je bila uporabljena kot osnova za realizacijo tega gradbenega projekta. Gradnja se je začela leta 1934 na mestu cerkve Kristusa Odrešenika, ki je bila v ta namen porušena tri leta prej. Gradnja je zaradi zapletenosti gradbenega projekta potekala zelo počasi, tako da so bili do začetka leta 1941 dokončani le temelji bodoče palače. Zaradi nemško-sovjetske vojne, ki je kmalu izbruhnila, so bila dela v celoti ustavljena in so se sprva nameravali nadaljevati šele po vojni.
Po zmagi Sovjetske zveze v drugi svetovni vojni leta 1945 pa so se prednostne naloge mestnih graditeljev premaknile v škodo tega velikega projekta: Moskvo je bilo treba obnoviti po škodi, ki so jo utrpeli med vojno in postaviti ansambel monumentalnih stavb, ki je bil podoben tistemu v 1930-ih, ki je pogosto zanemarjal tradicije stare moskovske arhitekture in poudarjal vlogo Sovjetske zveze kot zmagovite sile. V ta namen se je v novi različici generalnega plana leta 1947 odločilo zgraditi osem nebotičnikov, ki naj bi bili zgrajeni na različnih pomembnih lokacijah v mestu in naj bi oblikovali moskovsko mestno krajino. Predsednik države Josip Stalin, ki je natančno sledil vsem načrtom Moskve, ni bil več zainteresiran za gradnjo Palače Sovjetov, ampak se takoj odločil za gradnjo osmih nebotičnikov. Tako se je zgodilo, da so septembra 1947 med praznovanji ob 800-letnici ustanovitve Moskve postavili temeljni kamen za prvi Stalinov stolp - stavbo univerze Lomonosov, palačo Sovjetov pa sprva odložili in jo dokončno zavrgli kmalu po Stalinovi smrti. Že zgrajeni temelji so bili v 1960-ih uporabljeni za gradnjo plavalnega bazena v Moskvi. Danes stoji tam med letoma 1994–2000 zvesto obnovljena cerkev Kristusa Odrešenika.
V prvotnih načrtih osmih nebotičnikov pa ti niso bili namenjeni nadomestitvi načrtovane palače Sovjetov, temveč oblikovanju poenotenega ansambla okoli njih, pri čemer ima osrednjo vlogo palača Sovjetov. Za osem nebotičnikov so bili namerno izbrani zelo reprezentativni kraji: stavba univerze Lomonosov je bila zgrajena visoko na Vrabčevem hribu, eni najvišjih točk v Moskvi, zaradi česar je bila zgradba vidna iz mnogih drugih krajev v mestu; trije nebotičniki so bili zgrajeni neposredno ob Vrtni obvoznici, ulici, ki v mnogih krajih tvori mejo med zgodovinskim mestnim jedrom in novim mestom. Nerealizirana stolpnica stavba v Zarjadju naj bi bila v neposredni bližini Kremlja in se vizualno dvigala nad njo. 
Na splošno je gradnja vseh sedmih stolpnic trajala deset let. Najprej je bila leta 1952 dokončana stanovanjska zgradba na Kotelničeskem nabrežju, hotel Ukrajina pa je bila zadnja od sedmih stavb odprta leta 1957. Gradbeni načrti nekaterih stavb so bili že med gradnjo spremenjeni, tako da so bile pozneje dodane ali odstranjene nekatere arhitekturne podrobnosti; poleg tega je bila univerzitetna stolpnica sprva načrtovana kot čisti stanovanjski objekt. Včasih je Stalin sam posegel v načrtovanje. Vztrajal je na primer, da bi v stavbo Zunanjega ministrstva dodali konico, čeprav je bila prvotno zasnovana brez nje.

## Posledice
Stalinovi nebotičniki v Moskvi so bili vzor za arhitekturo 1950-ih let v državah nekdanjega vzhodnega bloka. Palača kulture v Varšavi, zgrajena v letih 1952-1955, je bila po vzoru Sedem sester in je dejansko kopija teh zgradb. Zasnoval ga je Lev Rudnev, ki je pred tem zgradil stolpnico Univerze Lomonosov. Hkrati so v Rigi postavili kulturno palačo, ki je zdaj sedež Latvijske akademije znanosti. Med letoma 1952 in 1956 je bil v Bukarešti zgrajena približno 250 metrov široka Casa Presei (lokacija: (44°28′51.4″N 26°04′16.3″E / 44.480944°N 26.071194°E) in v Pragi sedanji hotel Crowne Plaza (1952–54) (50°06′34.4″N 14°23′36.7″E / 50.109556°N 14.393528°E).
Podobni nebotičniki so bili načrtovani tudi za nekatera mesta v NDR, zlasti za Magdeburg, Berlin,  Leipzig in Dresden , vendar tukaj niso bili izvedeni.
Nebotičniki, ki so se nedavno pojavili v Moskvi, v nekaterih primerih temeljijo na arhitekturi sedmih sester. Najbližji primer tega je Triumf Palas (rusko Триумф Палас), ki je bila dokončana leta 2003, nedaleč od Leningradskega prospekta. Z višino 264 metrov in osrednjim stolpom s konico velja za sodobno repliko stalinističnih nebotičnikov in vsebuje ekskluzivna stanovanja.

## Opis stavb

### Glavna zgradba državne univerza M. V. Lomonosova
(55°42′10.6″N 37°31′52.4″E / 55.702944°N 37.531222°E) 
Osrednji kampus univerze Lomonosov je bil zgrajen 1948–1953 na Vrabčevem hribu, nekoliko stran od središča mesta in je sestavljen iz osrednjega stolpa z obsežnimi stranskimi prizidki. Kompleks so zasnovali Lev Rudnev in trije drugi arhitekti. Osrednji stolp stavbe je z 235 metri in 36 nadstropji najvišja zgradba med sedmimi sestrami. Danes so tam nastanjene fakultete za geologijo, geografijo in strojno-matematične fakultete. Stranska krila so bila simetrično razporejena okoli osrednjega stolpa in ne samo univerzitetni prostori, temveč tudi študentski domovi in apartmaji za učiteljsko osebje.

### Stavba Ministrstva za zunanje zadeve
(55°44′46″N 37°35′5.5″E / 55.74611°N 37.584861°E) 
Nebotičnik na zahodnem koncu stare ulice Arbat, zgrajen v letih 1948–1953, je visok 172 metrov in ima 27 nadstropij. Skupna uporabna površina je približno 65.000 m², skupna prostornina približno 402.000 m³. Je sedež ruskega ministrstva za zunanje zadeve, pred razpadom Sovjetske zveze pa je bilo tam ministrstvo za zunanje zadeve ZSSR. Sprednja fasada stavbe je obrnjena proti Vrtni obvoznici.
Prvotna stavba je imela stolp brez konice. Naknadno je bila postavljena po Stalinovem naročilu in jo je bilo treba iz konstrukcijskih razlogov izdelati iz kovine. Zaradi korozijskih poškodb so z obnovo pričeli septembra 2016.

### Hotel Ukrajina
(55°45′5.4″N 37°33′57.9″E / 55.751500°N 37.566083°E) 
34-nadstropna stavba, vključno z anteno, je bila zgrajena v letih 1953–1957, zasnovala sta jo Arkadij Grigorjevič Mordvinov in Vjačeslav Konstantinovič Oltarševski. Gradnjo je razvila gradbena inženirka Nina Abramovna Dihovičnaja. Stoji neposredno severno od pomembne ceste Kutusovski prospekt, ki postaja avtocesta M1. Medtem ko je glavni del stavbe hotel s štirimi zvezdicami s 1018 sobami, so nekatere bivalne enote nameščene v stranskih krilih. Dolgo je bil najvišji hotel v Evropi, preden ga je leta 2001 presegel Gran Hotel Bali v Benidormu v Španiji.
28. aprila 2010 je bil po treh letih prenove, modernizacije in prenove ponovno odprt kot blagovna znamka Radisson Blu.

### Stanovanjska stavba Kotelničeskem nabrežju
(55°44′49.4″N 37°38′36.3″E / 55.747056°N 37.643417°E) 
Reprezentativno stanovanjsko poslopje na Kotelničeskem nabrežju vzhodno od zgodovinskega okrožja Kitai-Gorod, neposredno na sotočju rek Jausa in Moskve, je bilo zgrajeno leta 1952 po načrtu Dmitrija Čečulina in Andreja Rostkovskega ter s sodelovanjem gradbenega inženirja L. M. Gohmana. Lokacijo je določil Lavrentij Beria, ki je tudi nadzoroval gradbena dela. Gradnja stolpa, ki zapira perspektivo od Kremlja do ustja Jause, se je začela leta 1938 in nadaljevala od leta 1948 do 1952 po prekinitvi, ki jo je povzročila druga svetovna vojna.
Jeklena skeletna konstrukcija ima 26 nadstropij (32 skupaj s tehničnimi tlemi) in je visoka 176 metrov. V tem delu kompleksa je 540 stanovanj, od tega 336 dvosobnih, 173 trisobnih, 18 štirisobnih in 13 enosobnih. Dopolnjuje ga kompleks 9-nadstropnih stranskih kril, ki so okoli glavnega dela razporejena približno v obliki zvezde, pri čemer sta dve sprednji stranski krili točno vzporedni s tokom reke Jausa in Moskve. Posebnost te stavbe je, da so eno od stranskih kril zgradili isti arhitekti pred začetkom druge svetovne vojne - in sicer 1938–1940 in je bilo v celoten kompleks vključeno šele desetletje pozneje.
Stavba je in je bila čisto stanovanjska in je bila, ko je bila dokončana in je bila še dolgo potem, ena najbolj luksuznih stanovanjskih stavb v nekdanji Sovjetski zvezi, s prostornimi večsobnimi stanovanji, ki so imela na voljo ne le vse tehnične novosti v tistem času, ampak tudi ekskluzivno vzdušje z veličastnimi lestenci, reliefi in skulpturami ter umetniško pobarvani stropi. V skladu s tem so privilegij bivanja tam dali posebej zaslužnim državljanom, vključno s številnimi umetniki in znanstveniki. Skupaj je v stavbnem kompleksu 700 stanovanj, od tega približno polovica v osrednjem delu; tu so tudi trgovine, pošta, kino Illusion in muzej v čast Galini Ulanovi, znani stanovalki hiše.
Druge znane osebnosti, ki živijo ali so živele v nebotičniku na Kotelničeskem nabrežju, so pisatelji Vasilij Aksjonow in Konstantin Paustovski, slikar Arkadi Plastov, pesnika Jevgenij Evtušenko in Andrej Vosnesenski ter pevka Ljudmila Sikina.

### Upravna stavba v bližini "Rdečih vrat"
(55°46′10.2″N 37°38′58.4″E / 55.769500°N 37.649556°E) 
Ta stavba je bila dokončana leta 1953, visoka je 110 metrov in ima 24 nadstropij v osrednjem delu. Ime izvira od nekdanjih Rdečih vrat, ki so jih porušili v začetku 1930-ih. V sovjetski dobi je bilo v stavbi sovjetsko ministrstvo za promet, danes pa moskovsko mestno gradbeno podjetje Transstroi, med drugim so v stavbi na voljo tudi stanovanja. Vzhodni predprostor metro postaje Krasnije Vorota je vgrajen v pritličje hiše, ki je bila zgrajena vzporedno z gradnjo visokega poslopja.

### Hotel Leningradskaja
(55°46′26.8″N 37°39′6.2″E / 55.774111°N 37.651722°E)
Sedanji hotel s petimi zvezdicami Leningradskaja je bil zgrajen v letih 1949-1952. Visok je 132 metrov in ima 17 nadstropij. Zahvaljujoč svoji lokaciji v neposredni bližini Komsomolskega trga, kjer so tri glavne železniške postaje in dve postaji metroja druga ob drugi, je eden izmed najbolj znanih moskovskih hotelov. Leta 2006 jo je prevzela hotelska veriga Hilton in do leta 2009 temeljito prenovila.

### Stanovanjska stavba na Kudrinskem trgu
(55°45′33.1″N 37°34′52″E / 55.759194°N 37.58111°E) 
Podobno kot stavba na Kotelničeskem nabrežju je tudi ta na Kudrinskem trgu (prej Trg vstaje) na zahodni strani Vrtne obvoznice čista stanovanjska stavba in je takrat veljala za izjemno eleganten stanovanjski naslov. Zgrajena je bila v letih 1948–1954, osrednji del je visok 156 metrov in ima 24 nadstropij. Skupno, vključno s stranskimi krili, vsebuje več kot 450 stanovanj. Eden vidnih stanovalcev hiše je bil testni pilot Mihail Gromov. Stavbo je zasnoval Mihail Posohin z Ašotom Mndojančom.

## Neobstoječe stavbe

### Upravna stavba v Zarjadju
(55°45′4.8″N 37°37′43.8″E / 55.751333°N 37.628833°E) 
Osmi Stalinov nebotičnik naj bi zgradili v neposredni bližini Rdečega trga na levem bregu reke Moskve. Z 32 nadstropji naj bi bila stavba, v zasnovo katere je sodeloval arhitekt kotelniške stanovanjske hiše Dmitrij Čečulin, najvišja od osmih nebotičnikov. Konec 40. let prejšnjega stoletja je bila stara četrt Zarjadje v pripravi na gradnjo popolnoma porušeno in dokončani temelji za prihodnjo stolpnico. A tako je ostalo, saj po Stalinovi smrti leta 1953 načrti za gradnjo visokih stavb niso več sledili. Temelji so bili leta 1967 uporabljeni pri gradnji hotela Rossija, ki je zasedel celotno območje namesto nekdanjega okrožja Zarjadje in je bil leta 2006 porušen. 9. septembra 2017 je tu park Zarjadje.

### Palača Sovjetov
Leta 1922, na prvem vseevropskem kongresu Sovjetov, se je pojavila ideja, ki Stalina ni zapustila do konca življenja, o gradnji Palače sovjetov v Moskvi. Prvi projekt (Palača dela) ni bil sprejet za izvedbo. Leta 1931 so organizirali vseruski natečaj za najboljši projekt Palače sovjetov, v katerem so sodelovali znani arhitekti in delavci. Skupaj je bilo oddanih 160 del, vendar projekt, ki bi izpolnjeval vse zahteve, ni bil predložen, v letih 1932-1933 pa se je zasnovo nadaljevalo. Projekt je zato sprejel B. Jofan, katerega končno revizijo je opravil skupaj z arhitektoma V. Šukom in V. Gelfreihom. Stavba, visoka 420 metrov, naj bi bila takrat najvišja na svetu, imela bi 100 nadstropij in bila okronana z velikansko Leninovo skulpturo. Odločeno je bilo, da se palača zgradi na mestu nekdanje cerkve Kristusa Odrešenika. Leta 1931 je bil tempelj razstreljen, leta 1939 pa se je začela gradnja. Med vojno je bila gradnja ustavljena, po njej pa tako velikanske gradnje ni bilo mogoče nadaljevati. Moskovska metro postaja Palača sovjetov se je preimenovala v Kropotkinskaja, v temeljni jami pa je bil postavljen moskovski plavalni bazen.

### Drugo
V arhitekturi so bili neuresničeni projekti stavbe Ljudskega komisariata za težko industrijo na Rdečem trgu (namesto GUM-a) in Aeroflotove hiše arhitekta Čečulina ter prvotni projekt arhitektov Oltarževskega in Kuznecova za stanovanjske stavbe iz leta 1947 na Vostanijevem trgu v podobnem duhu kot stolpnice Palače sovjetov in na trgu vstaje.
Poleg stavb, zgrajenih v poenostavljeni obliki v Kijevu, Čeljabinsku in Voronežu, so bili predvideni tudi podobni nebotičniki, ki pa niso bili realizirani v drugih prestolnicah republik zveze in velikih regionalnih središčih ZSSR. Na primer, Stalinovi nebotičniki so bili zasnovani za stavbo Harkovske univerze, Hiše sovjetov v Kazanu, Stalingradu, Čeljabinsku, Sverdlovsku, Novosibirsku, Barnaulu, Kamensko-Uralskem, hidroprojekta Kujbiševenergo v Kujbiševu, dveh stanovanjskih stavb v bližini Parka zmage v Leningradu itd.

## Stalinovi nebotičniki v drugih mestih
Stavba Latvijske akademije znanosti (Riga), Palača kulture in znanosti (Varšava), glavne izobraževalne stavbe SUSU (Čeljabinsk), hotela "Ukrajina" in apartmajske stavbe na ulici Hrešatik 25 (Kijev), hotela "International ”(Praga) in Hiša svobodnega tiska (Bukarešta).
Palača kulture in znanosti v Varšavi je najvišja stavba na Poljskem in najvišji stalinistični nebotičnik zunaj ZSSR in Rusije. Zgrajena kot darilo Sovjetske zveze poljskemu narodu (zgrajena s sovjetskim denarjem in sovjetskimi gradbeniki). Prebivalci Varšave imenujejo ta nebotičnik Stalinov spominek.
- Palača kulture in znanosti, Varšava
- Hotel International, Praga
- Hotel Ukrajina, Kijev
- Stanovanjska stavba na ulici Hreščatik 25, Kijev
- Stanovanjska stavba na ulici Kolcovska 82, Voronež
- Glavna izobraževalna stavba SUSU, Čeljabinsk
- Upravna stavba jugovzhodne železnice, Voronež
- Generalni dom, Sankt Peterburg